# Blossia ebneri
Blossia ebneri är en spindeldjursart som först beskrevs av Roewer 1933.  Blossia ebneri ingår i släktet Blossia och familjen Daesiidae. Inga underarter finns listade.